# (36728) 2000 RD47
2000 RD47 (asteroide 36728) é um asteroide da cintura principal. Possui uma excentricidade de 0.11965000 e uma inclinação de 11.74006º.
Este asteroide foi descoberto no dia 3 de setembro de 2000 por LINEAR em Socorro.